# Monumento de Brunswick

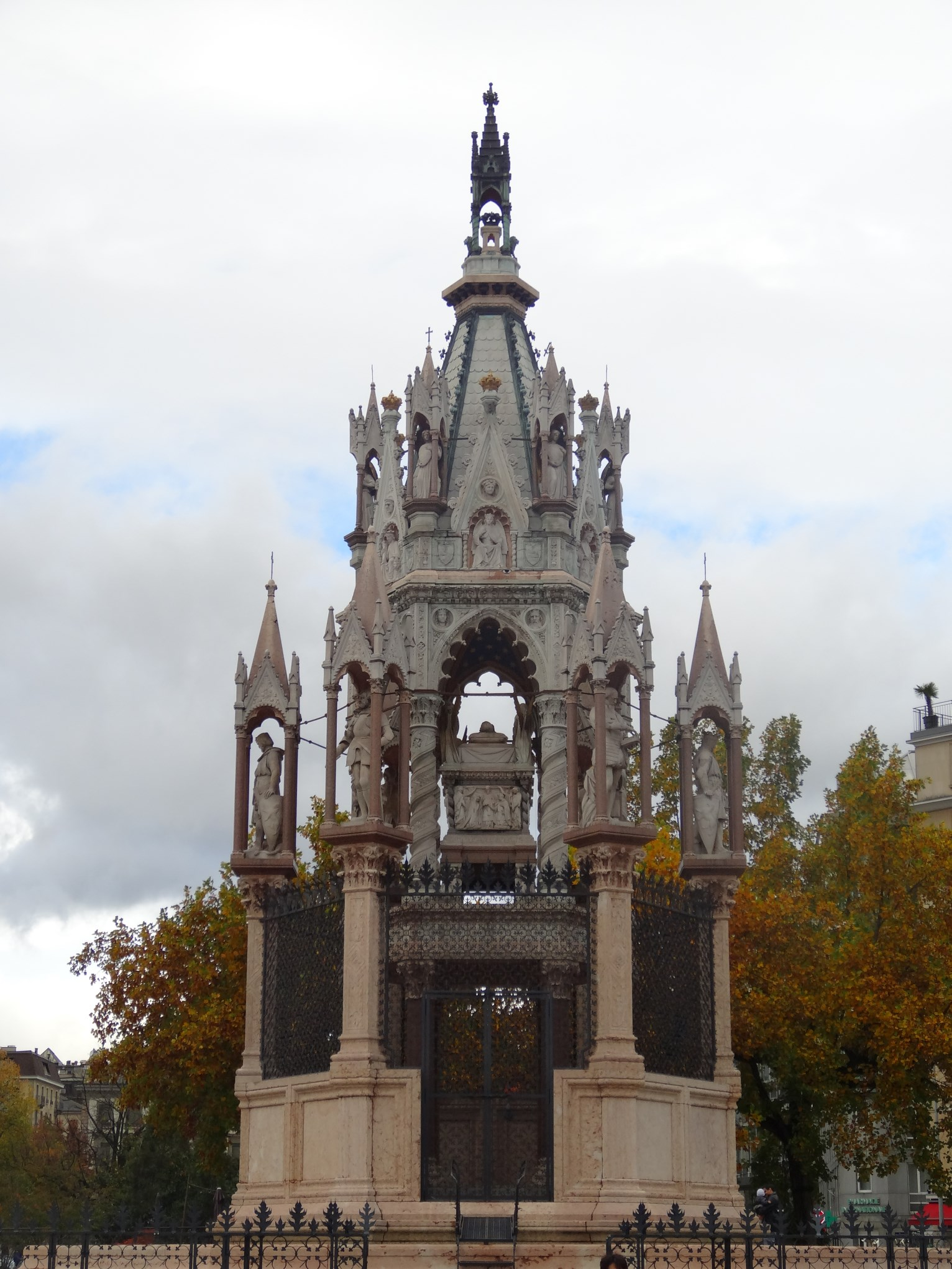
Monumento visto do lago do Lago Lemano

Monumento de Brunswick, ou, na sua forma portuguesa, de Brunsvique, é um mausoléu  construído em Genebra na Suíça em 1879 e erigido a Carlos II de Brunsvique. 
O monumento que está virado para o Lago Lemano junto à  Ponte do Monte Branco  foi 
construído para satisfazer as vontades testamentais de Carlos II de Brunsvique que tinha deixado uma boa parte da sua fortuna a Genebra terra onde viveu os últimos anos da sua vida e morreu a 18 de Agosto de 1873.
Segundo o testamento, o monumento é uma réplica exacta do túmulo da família Scaligeri em Verona.
Quase em frente do monumento e junto ao lago, encontra-se uma placa que indica o local onde foi assassinada a Imperatriz Sissi a 10 de Setembro de 1898 e se encontrava hospedado no Hotel Beau Rivage que fica em frente.

## Mapa
- Em GoogleMaps entrar: Monumento Brunswick, Genève, Suisse